# Oluf Krag
Oluf Christian Krag, ursprungligen Kragh, född 23 september 1870, död 10 september 1942, var en dansk politiker.
Krag blev filosofie doktor 1902, var läroverksadjunkt 1897–1918, rektor 1918–1921, kreditivföreningsdirektör från 1931, medlem av Landstinget 1914–1924 och av Folketinget från 1924. Han var inrikesminister i Niels Neergaards regering 1921–1924 och i Thomas Madsen-Mygdals regering 1926–1929. Krag, som i synnerhet som underhandlare var en ovanlig politisk begåvning hade en imponerande arbetsförmåga, och var en av Venstres mest inflytelserikaste ledare. Särskilt gjorde han en betydande insats vid den storpolitiska krisförlikningen mellan Venstre, socialdemokratin och Radikale Venstre 30 januari 1933. Krag representerade även Venstre i Dansk-Islandsk nævn.

## Utmärkelser
- Kommendör av första graden av Dannebrogorden,  1930[2]
- Dannebrogsmännens hederstecken,  1933[2]

[Redigera Wikidata]